# Metadiaea
Metadiaea is een monotypisch geslacht van spinnen uit de  familie van de Thomisidae (krabspinnen).

## Soort
- Metadiaea fidelis Mello-Leitão, 1929